# Morondava
Morondava es una ciudad ubicada en la costa oeste de la isla de Madagascar, frente a Mozambique, es la capital del pueblo de Sskalava del Menabe. Rodeada por todos lados por gigantescos baobabs, la ciudad está situada en la desembocadura del río que lleva el mismo nombre. Esta variedad de baobabs, adansonia grandidieri, denominados renala por los habitantes de la región, es endémica y presenta la particularidad de ser particularmente abundantes en la región del Menabe. 
Junto al canal de Mozambique, Morondava ofrece un abundante sol en sus calles y junto a las playas, donde se pueden contemplar a las goletas y las piraguas avivadas por el viento. Una particularidad es que la gamba aquí es llamada "rosa", ya que de su pesca depende gran parte de la población de la zona.
La ciudad también ha guardado su carácter musulmán proveniente de los numerosos inmigrantes de origen pakistaní, yemení, comoriense o somalí.
- Datos: Q864109
- Multimedia: Morondava / Q864109